# Cadempino
Cadempino (in dialetto ticinese Cadempìn) è un comune svizzero di 1 520 abitanti del Canton Ticino, nel distretto di Lugano.

## Geografia fisica
Cadempino si trova a nord di Lugano.

## Monumenti e luoghi d'interesse

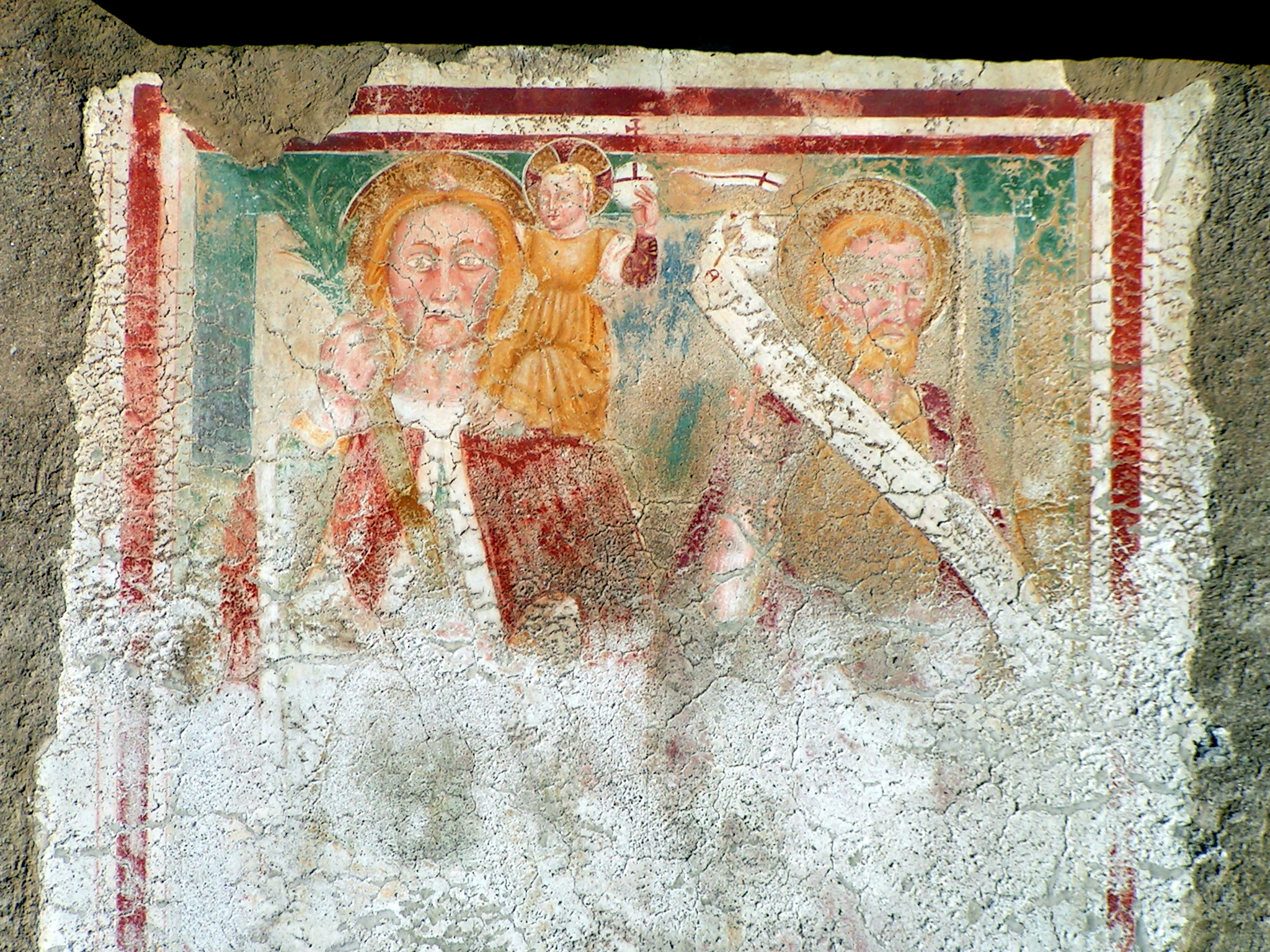
Frammento di affresco tardogotico nella chiesa parrocchiale dei Santi Gervasio e Protasio

- Chiesa parrocchiale dei Santi Gervasio e Protasio, attestata dal XIV secolo[1] ma fondata attorno al 1000[senza fonte].

## Società

### Evoluzione demografica
L'evoluzione demografica è riportata nella seguente tabella:
Abitanti censiti

## Infrastrutture e trasporti

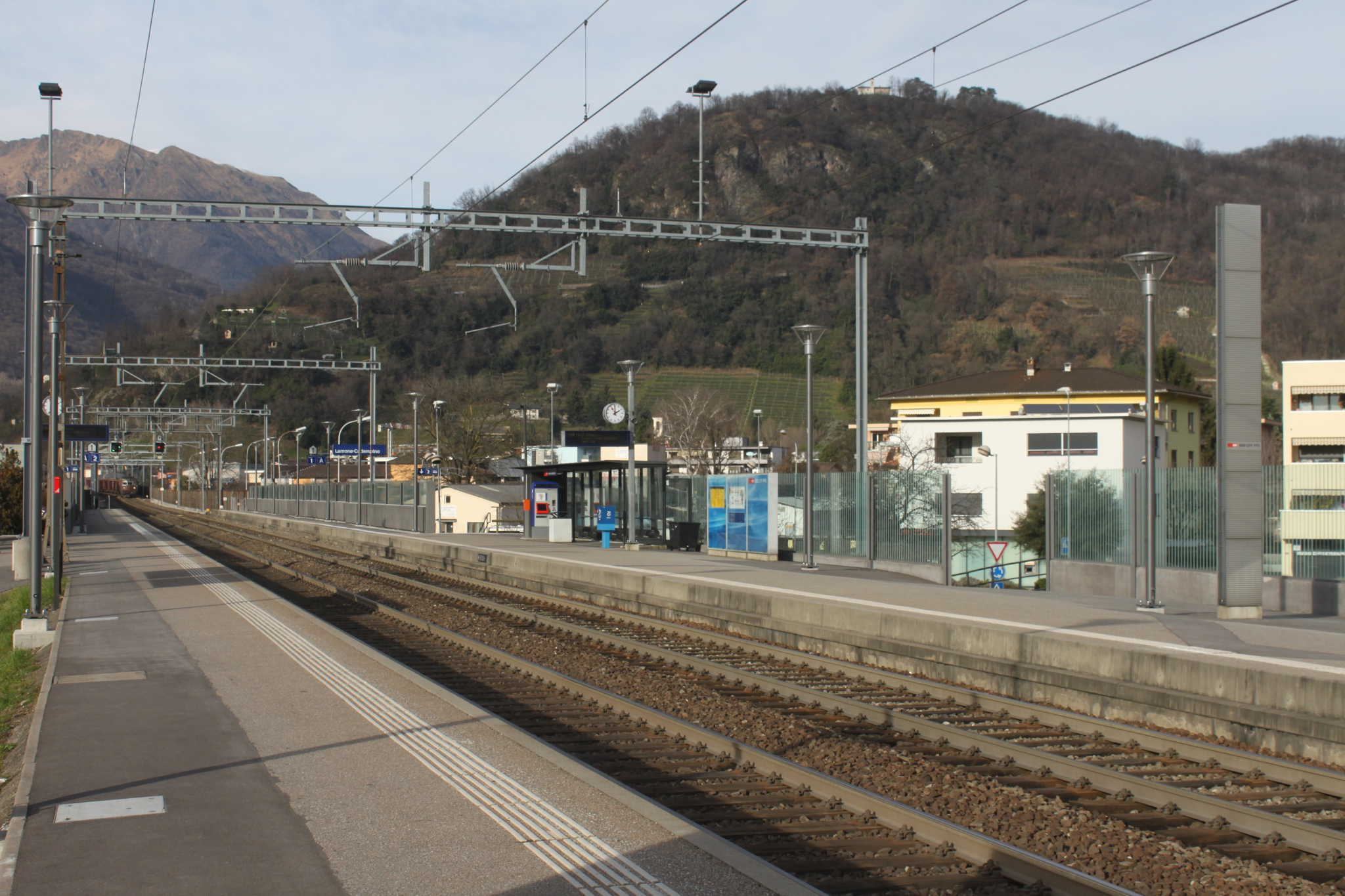
La stazione di Lamone-Cadempino

Il paese è servito dalla stazione di Lamone-Cadempino della ferrovia del Gottardo.

## Amministrazione
Ogni famiglia originaria del luogo fa parte del cosiddetto comune patriziale e ha la responsabilità della manutenzione di ogni bene ricadente all'interno dei confini del comune.

## Sport
Il palazzetto dello sport Palamondo, costruito nel 2005, ospita la squadra di hockey in-line IH Sayaluca Lugano Cadempino e la squadra di pallacanestro SAM Massagno. Sui campi di gara del centro sportivo comunale, costruiti nei primi anni 1990, gioca il Vedeggio Calcio, squadra di calcio dilettantistica.